# Adolf Spamer
Adolf Spamer, né le 10 avril 1883 à Mayence, mort le 20 juin 1953 à Dresde, était un philologue allemand, spécialiste de l'histoire de la langue allemande, et un folkloriste. Il compte parmi les plus importants spécialistes du folklore allemand de l'entre-deux-guerres.